# Оленёк (аэропорт)
Аэропорт «Оленёк» — региональный аэропорт села Оленёк Оленёкского улуса Якутии. Обеспечивает регулярное авиасообщение с региональным центром — Якутском, с населёнными пунктами соседних улусов — Удачным и Саскылахом, а также вертолётное сообщение с труднодоступными населёнными пунктами района.

## Принимаемые типыВС
Ан-2, Ан-12 (зимой), Ан-24, Ан-26, Ан-30, Ан-74, Ан-140, Л-410, Як-40 и более лёгкие, вертолёты всех типов.

## Показатели деятельности
| год        | 2014 | 2015 | 2016 | 2017   |
| пассажиров | 9372 | 9334 | 9152 | 10 388 |
| Источники: |      |      |      |        |